# Akademia Policyjna 4: Patrol obywatelski
Akademia policyjna IV: Patrol obywatelski (ang. Police Academy 4: Citizens on Patrol) – amerykańska komedia z 1987 roku w reżyserii Jima Drake’a, czwarty film z popularnej serii o niezbyt rozgarniętych absolwentach Akademii Policyjnej.

## Obsada
- Steve Guttenberg – sierżant Carey Mahoney
- Bubba Smith – sierżant Moses Hightower
- Michael Winslow – sierżant Larvell Jones
- David Graf – sierżant Eugene Tackleberry
- Tim Kazurinsky – oficer Sweetchuck
- Sharon Stone – Claire Mattson
- Leslie Easterbrook – porucznik Debbie Callahan
- Marion Ramsey – sierżant Laverne Hooks
- Lance Kinsey – porucznik Proctor
- G.W. Bailey – kapitan Thaddeus Harris
- Bob Goldthwait (wymieniony w czołówce jako Bobcat Goldthwait) – oficer Zed
- George Gaynes – komendant Eric Lassard
- Derek McGrath – Butterworth
- Scott Thomson – sierżant Chad Copeland
- Billie Bird – pani Lois Feldman
- George R. Robertson – komisarz Hurst
- Brian Tochi – Nogata
- Brian Backer – Arnie
- David Spade – Kyle
- Tab Thacker – Tommy 'House' Conklin
- Corinne Bohrer – Laura
- Randall „Tex” Cobb – Zack
- Michael McManus – Todd
- Colleen Camp – pani Kirkland-Tackleberry
- Andrew Paris – oficer Bud Kirkland
- Arthur Batanides – pan Kirkland
- Jackie Joseph – pani Kirkland
- Arnie Hardt – przedstawiciel niemieckiej policji
- Frank Canino – przedstawiciel włoskiej policji
- Bob Lem – przedstawiciel chińskiej policji
- François Klanfer – przedstawiciel francuskiej policji
- Denis De Laviolette – niemiecki tłumacz
- Joey Pomanti – włoski tłumacz
- Harvey Chao – chiński tłumacz
- Michelle Duquet – francuska tłumaczka
- Jack Creley – sędzia
- Ted Simonett – partner Copelanda
- Kay Hawtrey – poetka
- Sid Gould – mężczyzna z harmonijką
- Megan Smith – dziewczyna w windzie
- Don Ritchie – chłopak w windzie
- Rummy Bishop – balujący
- Carolyn Scott – pielęgniarka
- Marc Leger – policjant z centrali
- Larry Schwartz – policjant z hurtowni
- James Carroll – hurtownik
- Brent Myers – rabuś
- Michael Rhoades
- Diane Fabian
- Glenn Preston
- Steve Caballero – deskorolkarz
- Tommy Guerrero – deskorolkarz
- Tony Hawk – deskorolkarz
- Mike McGill – deskorolkarz
- Lance Mountain – deskorolkarz
- Wayne Charbrol – ninja
- Jean Frenette – ninja
- Ed Hsing – ninja
- Wilson Khor – ninja
- Harold Kojima – ninja
- Mark Kubota – ninja
- Glenn Kwann – ninja
- Chris Miller – deskorolkarz
- Brian Sakamoto – ninja
- Jim Wong – ninja
- Robert Mavor (niewymieniony w czołówce) – widz w sądzie
- T.J. Scott (niewymieniony w czołówce) – rabuś

## Fabuła
Absolwenci Akademii Policyjnej tym razem sami stają się nauczycielami – szkolą grupę ochotników-cywili na patrol obywatelski, mający skutecznie walczyć z przestępcami.